# Wikingturm

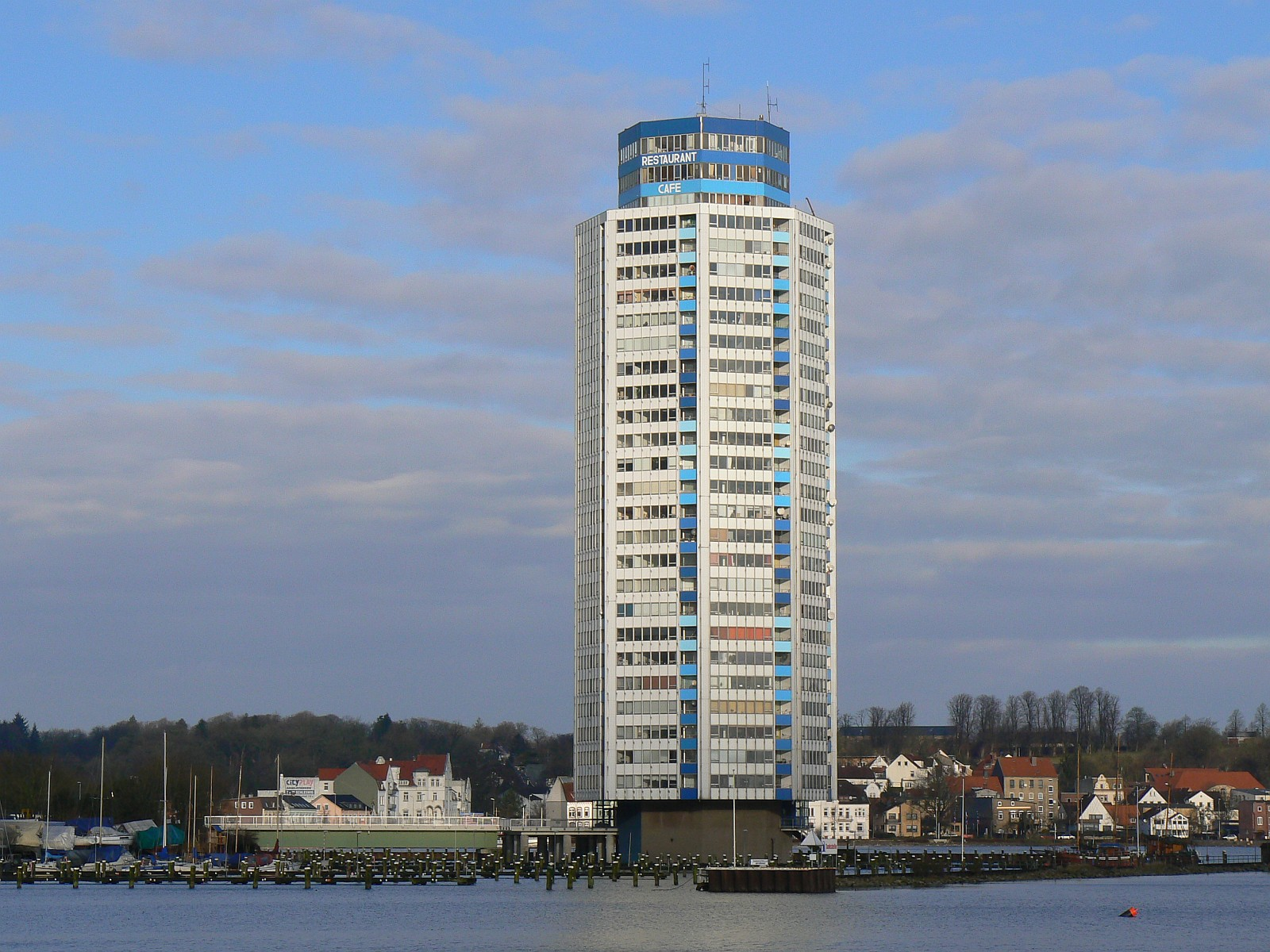
Der Wikingturm in Schleswig im Januar 2009

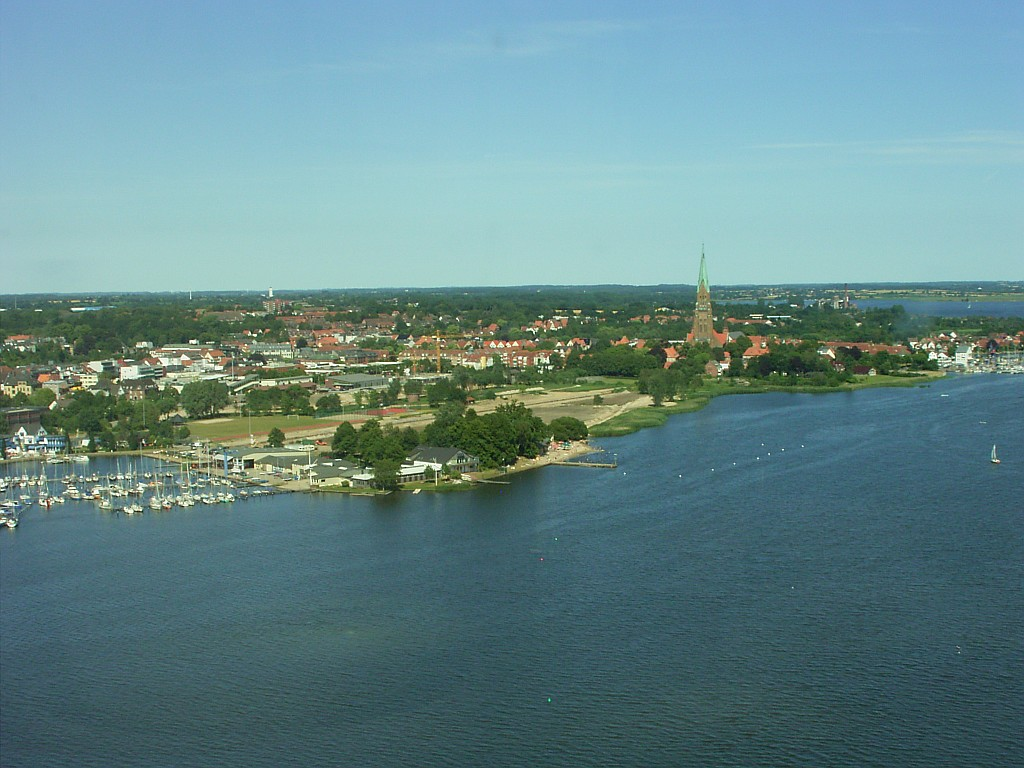
Blick vom Wikingturm auf das Stadtzentrum mit dem Schleswiger Dom im Sommer 2006

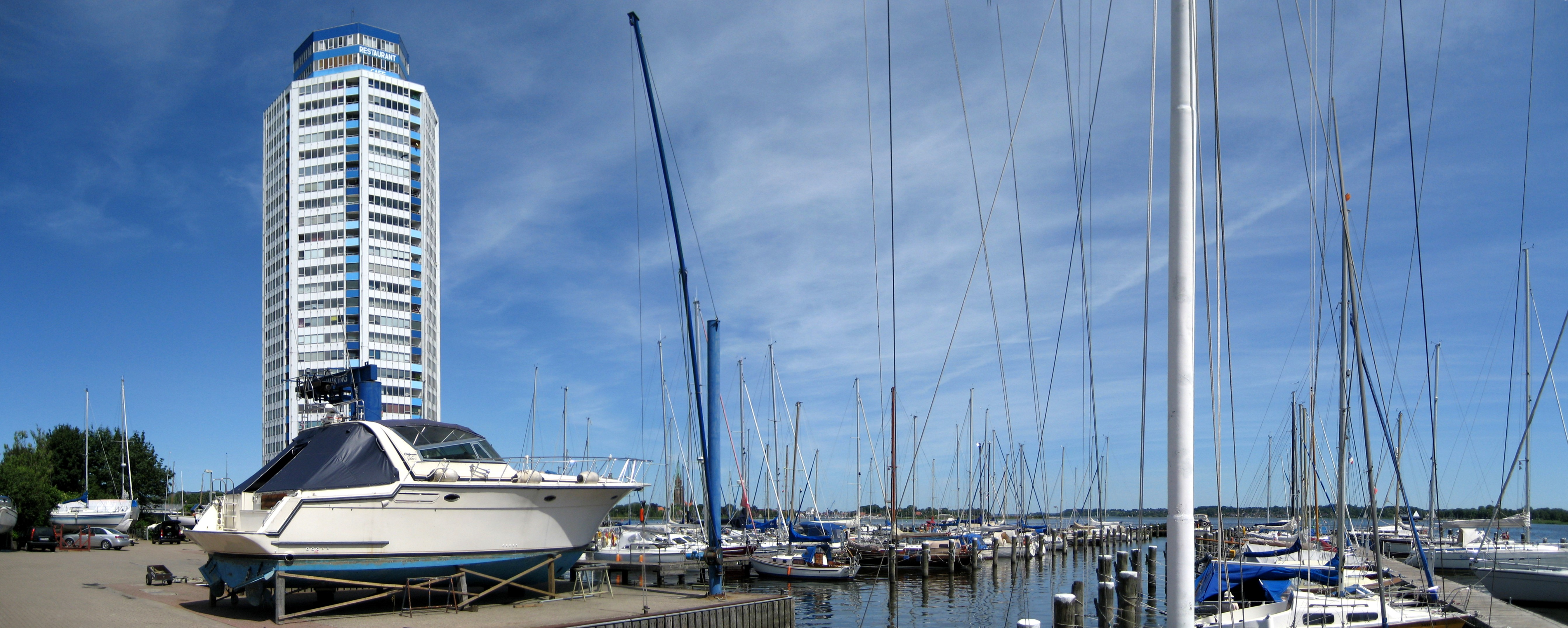
Der Wikingturm in der Umgebung seiner Marina

Der Wikingturm ist ein markantes Wohnhochhaus in der schleswig-holsteinischen Stadt Schleswig. Das achteckige Gebäude hat eine Gesamthöhe von knapp 90 Metern verteilt auf 27 Geschosse. Im Gebäude befinden sich 248 Apartments. Durch seine charakteristische Architektur bestehend aus einem schmalen Unterbau und einen ebenso beschaffenen oberen Bereich in den obersten drei Etagen besitzt das Bauwerk einen hohen Wiedererkennungswert. Errichtet wurde der Wikingturm im Stadtteil Friedrichsberg im Bereich einer Marina in der Schlei, ca. 500 Meter südöstlich von Schloss Gottorf. Im 26. Obergeschoss befindet sich eine Bar.

## Baugeschichte
Geplant war der Turm als „Bauvorhaben Alter Garten“, benannt nach der benachbarten Straße und dem dortigen Wohngebiet, wurde allerdings später in „Wiking Projekt“ umbenannt. Im Rahmen eines Architektenwettbewerbes empfahl der Gutachterausschuss das Konzept der Architekten Hermann Weidling und Erhart Kettner aus Kiel, das einen 47 Meter hohen Hotelturm sowie drei Türme unterschiedlicher Höhe vorsah. Die Ratsversammlung der Stadt entschied jedoch zu Gunsten des Entwurfes des Sylter Architekten und Investors Horst-Günther Hisam. Demnach sollte ein einziger, hoher Turm mit angeschlossenem Freizeit- und Sportzentrum errichtet werden. Die Pläne lösten heftige Proteste der Bevölkerung aus, die den Turm als viel zu monumental ansah und die Meinung vertrat, dass dieser das harmonische Stadtbild zerstören würde. Die Demonstrationen hielten teilweise auch noch während der Bauphase an.
Im April 1970 begannen östlich der Wohnsiedlung Alter Garten auf einer kleinen eigens dafür nach Schleswig geschifften Bohrplattform die Bohrungen für die Gründung des Turms. Dazu trieb man bis zu 30 Meter lange Pfähle in den Schlick des Schleigrundes. Helmut Lemke, der Ministerpräsident des Landes, befand das Projekt im gleichen Jahr bei einem Besuch der Baustelle als „wirtschaftlich vernünftig, Idee gut, ästhetisch noch zu prüfen“. Da die Baugrube 1,9 Meter tief war und somit 1,2 Meter unter Normalnull lag, war es erforderlich, den Grundwasserspiegel um bis zu zwei Meter abzusenken. Hisam plante, die Konstruktion als Prestigeprojekt bis zu den Olympischen Sommerspielen 1972 abschließen zu können, deren Segelwettbewerbe in Kiel stattfanden und das Freizeit- und Sportzentrum als „Port Wiking“ zu betreiben. Tatsächlich gelang es, bis zum April 1972 den Kern des Turmes hochzuziehen und am 10. August – knapp zwei Wochen vor der Eröffnung des Sportereignisses – konnte vor 1.000 Gästen Richtfest gefeiert werden. Anschließend verzögerte sich der Bau allerdings, sodass das Hochhaus erst im April 1973 fertiggestellt wurde; der Bau der anderen Gebäude lag noch weiter hinter dem Plan zurück. Erst Anfang 1974 sollte der Komplex als Hotel mit 100 Betten und einer Schwimm- und Tennishalle eröffnet werden.
Dazu kam es jedoch nicht, da eine überraschende Zahlungsunfähigkeit Horst-Günther Hisam zu einer Bauunterbrechung im Juli 1973 führte. Die Landesregierung bewertete diesen Rückschlag als „unternehmerische Fehlleistung“. Während die Zeitungen den Wikingturm als „teuerste Bauruine Norddeutschlands“ beschrieben und das 40 Millionen Deutsche Mark teure Projekt zu scheitern drohte, besuchte Ministerpräsident Gerhard Stoltenberg mit den Politikern Heinz Bartheidel, Egon Schübeler und Otto von Wahl die Baustelle. Ab April 1976 bestand keine Möglichkeit mehr für eine außergerichtliche Einigung und es drohte eine Zwangsversteigerung des Turmes. Allein dessen Schuldenlast lag bei 32 Millionen D-Mark und im Zuge der Versteigerung gingen sowohl das Hochhaus als auch das Freizeitzentrum an die Landesbank Schleswig-Holstein über.
1977 plante die Stadtverwaltung, im Obergeschoss das städtische „Haus des Gartens“ einzurichten, von der Idee eines Hotels war man inzwischen abgewichen. Am 1. November gleichen Jahres bezogen die ersten Bewohner ihre Apartments. Der Wikingturm blieb auch später ein bauliches Problem für Schleswig. Wirtschaftliche Krisen und ein Preisverfall machten sich bemerkbar und die Wohnungen verkauften sich nur sehr schlecht. Mittlerweile sind sämtliche Wohnungen renoviert und auch nahezu jeder andere Bereich des Turmes ist grundüberholt worden.

## Sanierung
Das Areal am Wikingturm ist mit Giftstoffen belastet. Über 6.000 Quadratmeter Erdboden und etwa 3.400 Quadratmeter Wasserfläche westlich vom Wikingturm gelten als kontaminiert. Ursache sind die Hinterlassenschaften einer ehemaligen Teerpappenfabrik. Die Sanierungskosten wurden zuletzt auf über 14 Millionen Euro geschätzt. Da das Land Schleswig-Holstein die Eigentumsverhältnisse neu bestimmen ließ, einigten sich Bund, Land und die Stadt Schleswig erst nach jahrelanger Diskussion im Oktober 2020 auf die Aufteilung der Kosten.

## Verwendung im Film
Der Wikingturm ist mehrfach im Spielfilm Arschkalt als Wohnort der Hauptfigur zu sehen.
In der ZDF-Fernsehreihe Unter anderen Umständen wird der Wikingturm sowohl im Vorspann als auch in verschiedenen Folgen als Handlungs-/Drehort genutzt.

## Verwendung in der Literatur
Joachim Meyerhoff: Wann wird es endlich wieder so, wie es nie war, Verlag: Kiepenheuer&Witsch, ISBN 978-3462045161,  S. 38f.